# Forsasjön
Forsasjön är en sjö i Uppvidinge kommun i Småland och ingår i Alsteråns huvudavrinningsområde.